# Convention nationale démocrate de 1968

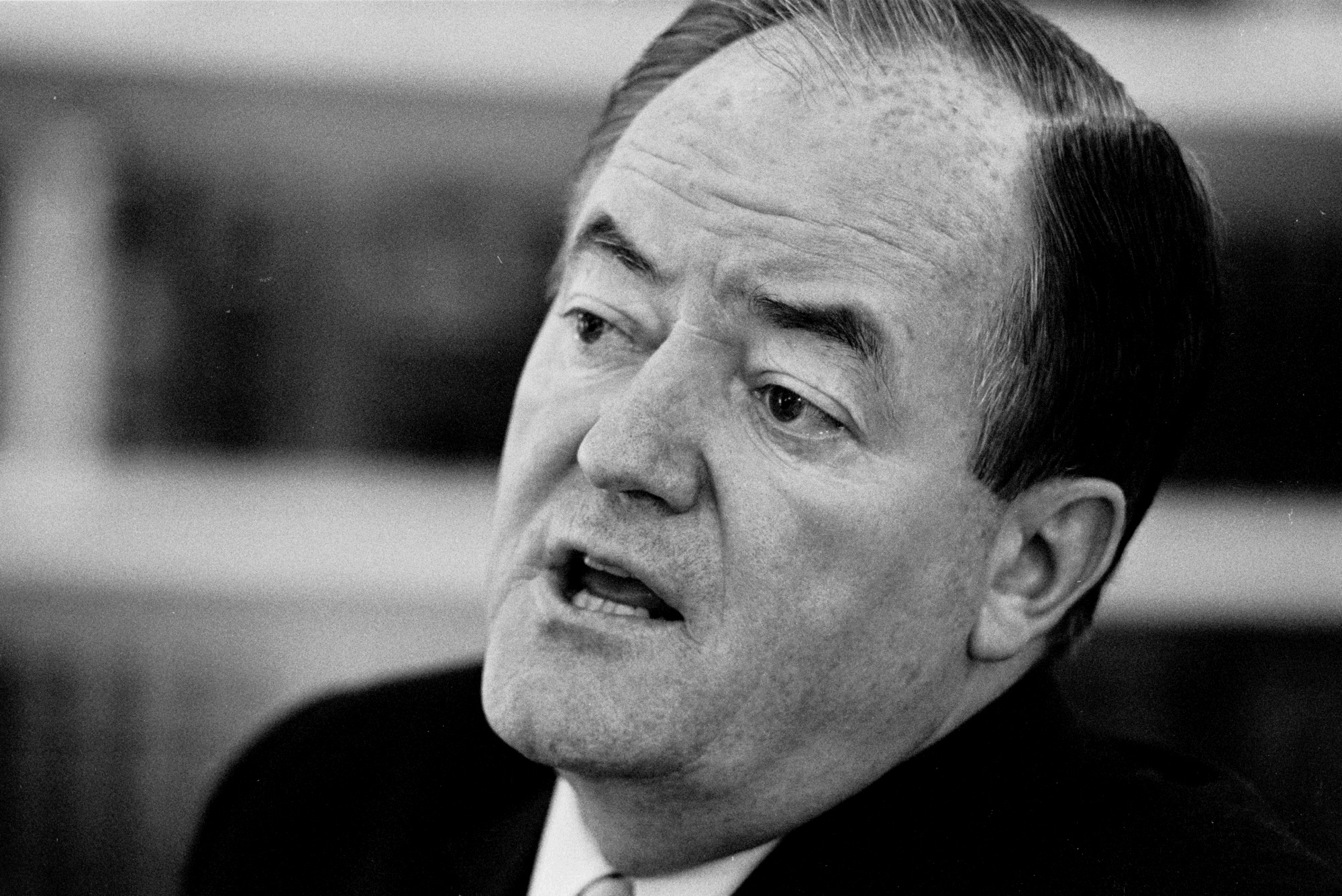
Hubert Humphrey.

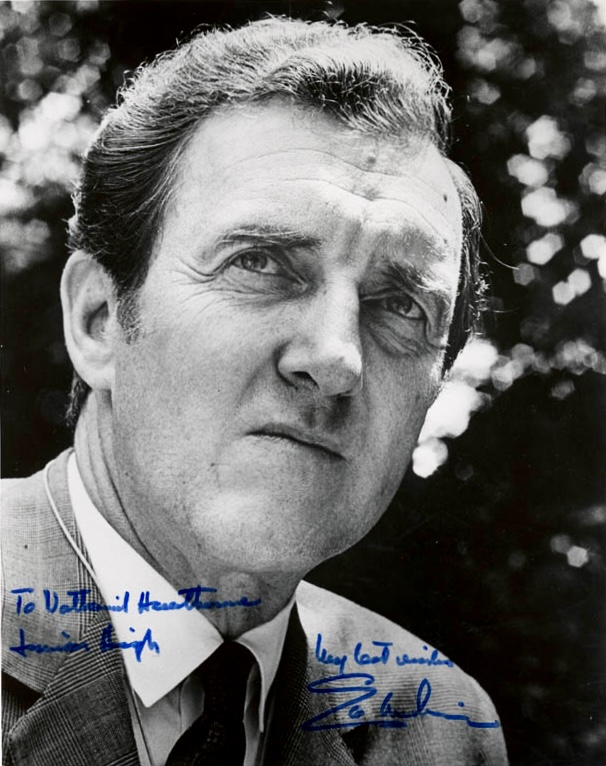
Edmund Muskie.

La Convention nationale démocrate de 1968 s'est déroulée à l'International Amphitheatre de Chicago du 26 au 29 août. Elle a abouti au choix du vice-président sortant Hubert Humphrey, ancien sénateur du Minnesota, comme candidat du Parti démocrate pour l'élection présidentielle de 1968. Humphrey a été préféré aux sénateurs Eugene McCarthy et George McGovern.
La convention a surtout été marquée par les manifestations organisées au même moment à Chicago par les Yippies et le Mobe, entre autres, et leur violente répression par le Chicago Police Department, la police municipale du maire Richard Daley. Ces événements ont débouché sur le procès très médiatisé des Chicago Seven. Surtout, le président sortant démocrate des États-Unis Lyndon Johnson, fortement impopulaire, renonce à se présenter pour un troisième mandat comme il en avait le droit après avoir succédé en tant que vice-président à John Fitzgerald Kennedy, assassiné en 1963, et ne participe donc pas à la convention démocrate, une première pour ce parti.

## Résultats du scrutin

### Candidats à l'investiture présidentielle
- Hubert Humphrey : 1759,25
- Eugene McCarthy : 601
- George McGovern : 146,5
- Channing E. Phillips : 67,5
- Dan K. Moore : 17,5
- Ted Kennedy : 12,75
- Bear Bryant : 1,5
- James H. Gray : 0,5
- George Wallace : 0,5

### Candidats à l'investiture vice-présidentielle
- Edmund Muskie : 1942,5
- abstention : 604,5
- Julian Bond : 48,5
- David Hoeh : 4
- Ted Kennedy : 3,5
- Eugene McCarthy : 3
- autres : 16,25